# Овчинников, Иван Александрович (профессор)
Иван Александрович Овчинников (1865—1917) — русский военный юрист, генерал-лейтенант флота; крупный специалист в области международного морского права, профессор Александровской военно-юридической академии и Николаевской морской академии.

## Биография
Родился в 1865 году. Окончил Морское училище и с 1886 года служил в 9-м флотском экипаже. Участвовал в плаваниях на военных судах у берегов Японии и Кореи.
В 1892 году окончил Военно-юридическую академию; в 1894—1895 годах слушал лекции на юридическом факультете Лозаннского университета.
С 1896 года — лектор морского международного права Николаевской морской академии и штатный преподаватель Морского кадетского корпуса. С 1897 года стал также преподавать международное право в Военно-юридической академии, где в чине лейтенанта защитил диссертацию «Призовое право».
С 1903 года — подполковник, с 1904 года — штаб-офицер для особых поручений при начальнике Главного морского штаба. С 1907 года — полковник.
В 1907—1917 годах — профессор Александровской военно-юридической академии, с 1910 года — ординарный профессор и начальник кафедры международного права Николаевской морской академии

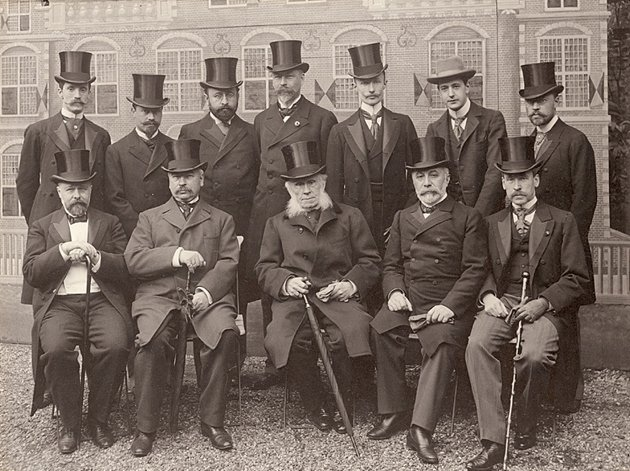
Российская делегация на Гаагской конференции 1899 года.
И. А. Овчинников стоит вторым слева.

Был участником международных конференций в Гааге (1899, 1907), Брюсселе (1905) и Лондоне (1909), где была принята Декларация о морском международном праве.
С 1911 года — генерал-майор, с 1915 года — генерал-лейтенант флота. Во время Первой мировой войны руководил Центральным справочным бюро о военнопленных при РОКК.

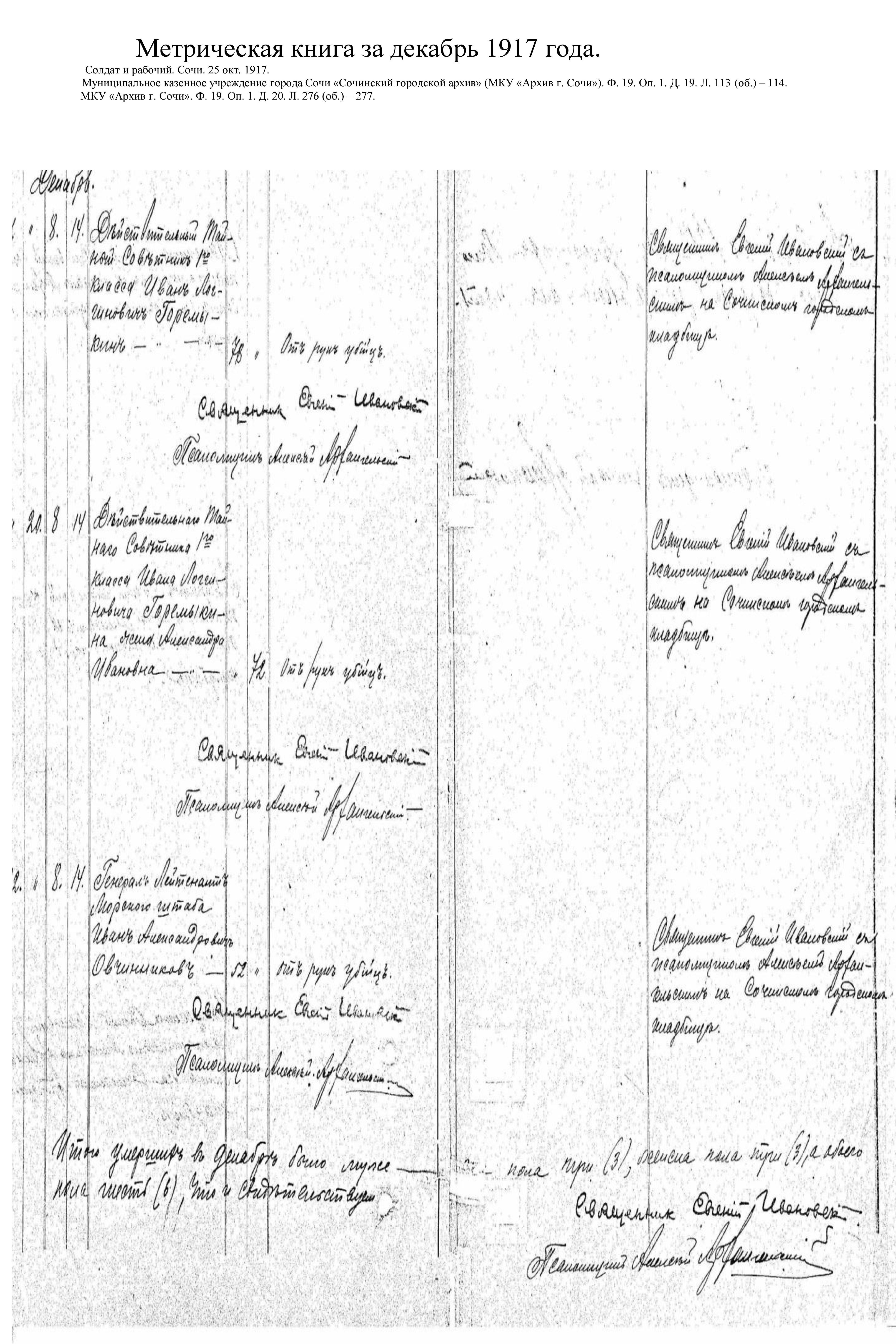
Копия листа из метрической книги о смерти семьи Горемыкиных.
МКУ города Сочи «Сочинский городской архив»

Погиб от рук убийц вместе с семьёй: бывшим председателем Совета министров Иваном Логгиновичем Горемыкиным (тестем), Александрой Ивановной Горемыкиной (тёщей)  и Александрой Ивановной Овчинниковой (женой, скончалась от огнестрельного ранения в голову 24 декабря 1917 года в городской больнице) 8 (21) декабря 1917 года. Бандитское нападение произошло в Сочи на даче Горемыкиных. Похоронен на старосочинском Завокзальном кладбище.

## Семья
Женился 11 января 1898 года на дочери действительного тайного советника Александре Ивановне Горемыкиной. 